# Проєкт інтродукції амурського тигра

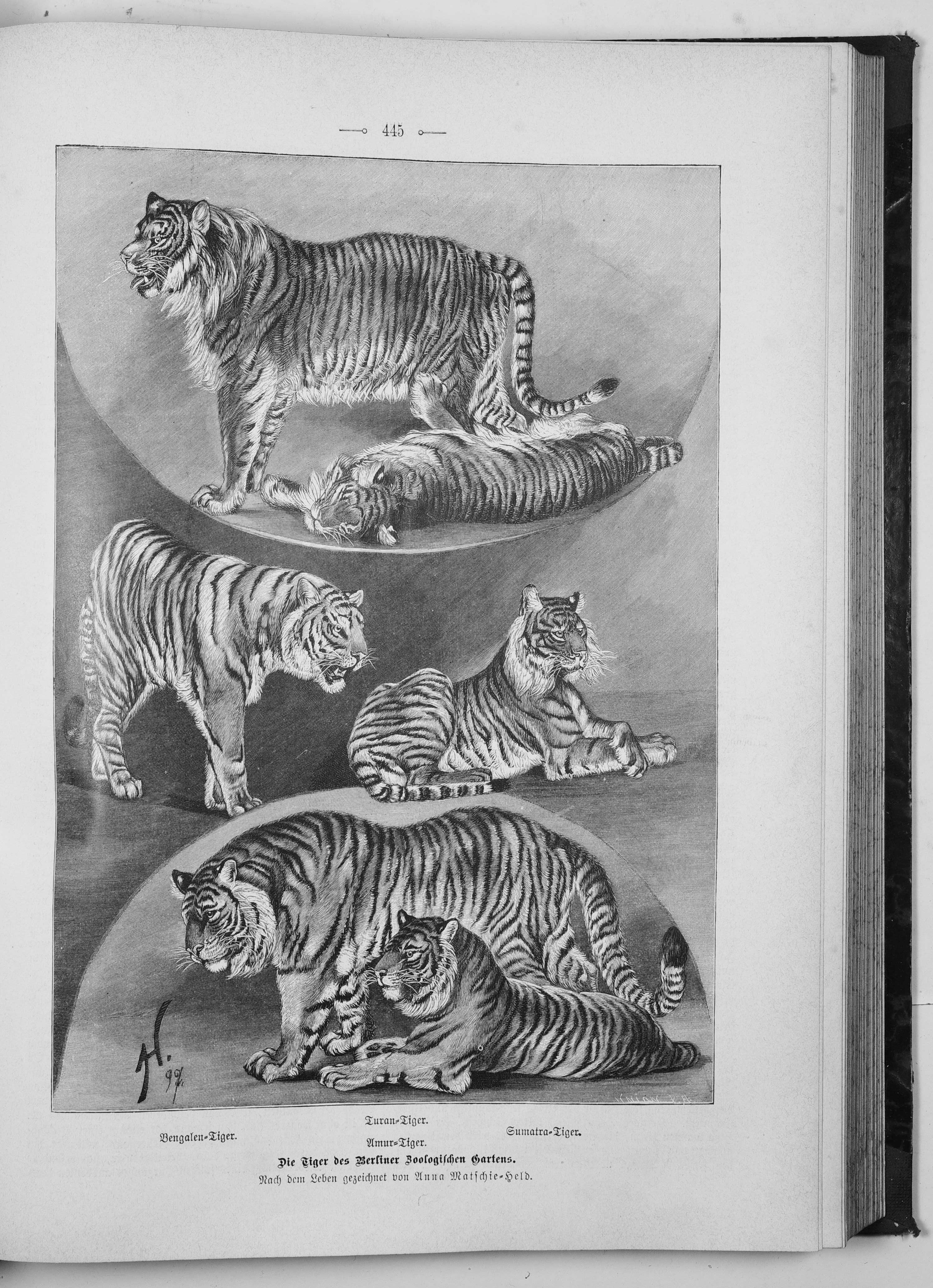
Каспійський тигр (угорі), Бенгальська тигр (ліворуч), Суматранський тигр (праворуч), Амурський тигр (внизу)

Проєкт інтродукції амурського тигра включає в себе відновлення популяції амурського тигра (Panthera tigris alatica), а також розширення ареалу шляхом завезення в інші регіони для заміни їх на знищеного людьми генетично схожого родича каспійського тигра (Panthera tigris virgata), що мешкав раніше в Центральній і Західній Азії. Нині амурський тигр мешкає на території російського Далекого Сходу і північного Китаю.

## Історія

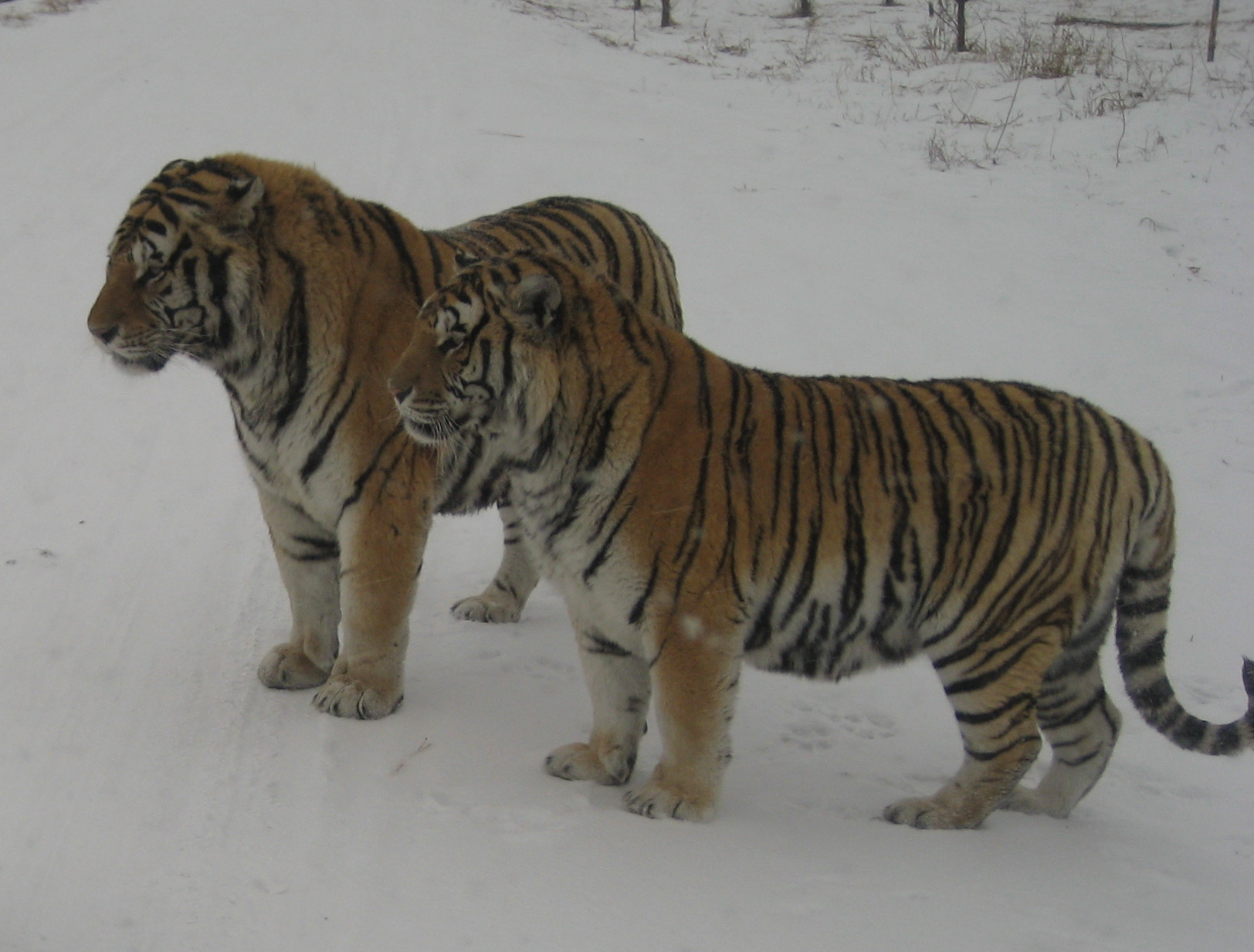
Два амурських тигра в Харбинский парк амурского тигра, Північно-Східний Китай

Генетичні дослідження показали, що амурські і каспійські тигри відбулися від популяції тигрів, колонізувавших Середню Азію близько 10 000 років тому.
Раніше амурські тигри мешкали по обидві сторони річки Амур на території Росії і Китаю, а також в північно-східній Монголії і Південній Кореї. Каспійські тигри жили поблизу Каспійського моря в Азербайджані, Ірані та Туркменістані, а також далі у Вірменії, Грузії, Туреччини та Казахстані аж до Алтайських гір на сході. Повідомляється, що каспійські тигри вимерли в 1970-х роках минулого століття після багатьох років полювання, браконьєрства і втрати  середовища проживання. Амурські тигри втратили більшу частину свого ареалу в Сибіру та Китаї і вимерли в дикій природі в Кореї і Монголії.

## Проєкт «Амурський тигр»

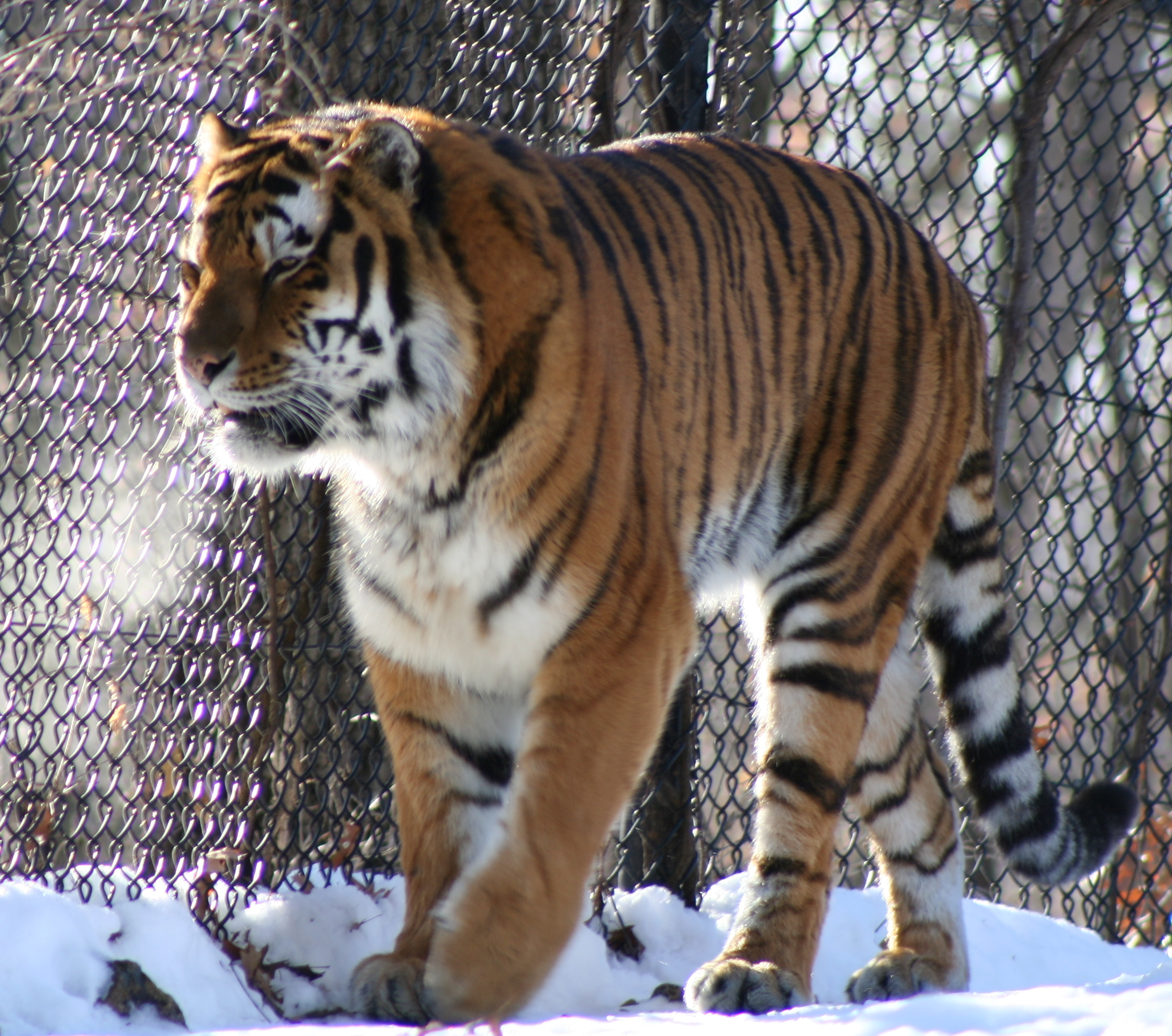
Амурський тигр в Зоопарк Міннесоти

Товариство охорони дикої природи (англ. WCS, Wildlife Conservation Society) розпочало працювати на Далекому Сході Росії в 1992 році, щоб допомогти зберегти рідкісні зонтичні види, такі як амурські тигри, пардус амурський і пугач далекосхідний, для виживання яких в кінцевому підсумку потрібне збереження лісової екосистеми в цілому. Товариство охорони дикої природи заснувало проєкт «Амурський тигр» у співпраці з Сіхоте-Алінським заповідником. Мета проєкту — зібрати якомога кращу наукову інформацію про поведінку та екологію тигра для подальшого використання у планах збереження. В рамках проєкту з 1992 року по радіотрекінгу відстежувалось понад 60 особин тигрів.
Проєкт об'єднує традиційні російські та міжнародні підходи до проведення польових досліджень і є найдовшим в світі дослідженням і охороною тигру на основі радіотелеметрії.

## Спроби інтродукції

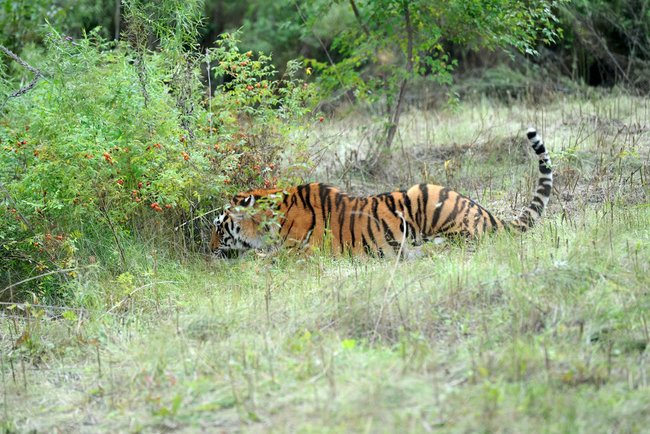
Амурський тигр у Реабілітаційному центрі в селі Олексіївка, Приморський край, Росія

Проєкти інтродукції амурських тигрів були запропоновані для Близького Сходу, Центральної Азії та Північної Азії.

### Казахстан
Було вирішено впровадити амурських тигрів на територіях Казахстану, де раніше мешкали туранські тигри. Національний парк або резерват в дельті річки Ілі планувалося відкрити в 2019 році.
В якості однієї з потенційних ділянок в Центральній Азії була запропонована дельта річки Амудар'я в Узбекистані. Було проведене техніко-економічне обґрунтування, щоб з'ясувати, чи підходить цей район, і чи отримає така ініціатива підтримку з боку відповідних осіб, що приймають рішення. Для життєздатної популяції тигра, що нараховує близько 100 тварин, потрібно не менше 5000 км2 ділянок безперервної середовища проживання з багатими популяціями здобичі. Таке середовище проживання недоступне на даному етапі і також не може бути надане в короткостроковій перспективі. Тому пропонований регіон не підійшов для впровадження на даному етапі.
В якості підходящого середовища проживання також був обраний південно-східний берег озера Балхаш, де річка Ілі утворює широку дельту. Ігор Честін, директор російського відділення Всесвітнього фонду дикої природи (WWF) сподівається знову поселити тигрів у регіоні протягом наступних декількох років, хоча необхідно збільшити потенційну здобич для полювання тиграм за рахунок збільшення чисельності популяцій і територій сайгаків, козуль і кабанів.
8 вересня 2017 року уряд Казахстану оголосив план своєї програми реінтродукції тигра і підписав меморандум з WWF про допомогу. Згідно з планом, тигри будуть завезені в великі тугайські ліси вздовж південно-східного берега озера Балхаш. 1 січня 2018 року уряд створить новий заповідник у цьому районі, щоб відновити деградоване середовище проживання і захистити його після цього. Відновлення буде включати в себе реінтродукцію вимерлих місцевих куланів і бухарських оленів. Це також допоможе захистити озеро Балхаш. Планується залучити місцеві  співтовариства до участі в програмі, щоб допомогти в боротьбі з браконьєрством та іншою незаконною діяльністю.
Згідно з Постановою Уряду РК № 381 від 27 червня 2018 року було створено резерват «Ілі-Балхаш». Планується, що перші амурські тигри будуть завезені в резерват в 2024—2025 роках.

### Іран
Амурські тигри можуть бути завезені в райони північного Ірану, де колись жили каспійські тигри. У 2010 році пара амурських тигрів, відправлених Росією в іранський зоопарк Епох в обмін на кілька іранських леопардів, також тигри повинні були бути завезені на півострів Міанкале вздовж самого південно-східного узбережжя Каспійського моря протягом наступних п'яти років. У грудні 2010 року один з амурських тигрів в зоопарку Епох помер від інфекції, викликаної вірусом іммунодефіциту кішок (FIV). В 2011 році Іран запросив ще чотирьох амурських тигрів і експертів з консервації з Росії для підтримки проекту інтродукції на узбережжі Каспійського моря. Іран отримав дві пари амурських тигрів в 2012 році.

### Сибір
Майбутня інтродукція амурських тигрів запланована в рамках амбіційного проекту Плейстоценового парку в басейні річки Колима в північній Якутії, Росія, за умови, що популяція травоїдних ссавців досягне розміру, здатного підтримувати виживання великих хижаків.
Амурський тигр, осиротілий через браконьєрів, був врятований у Приморському краї в лютому 2012 року. Дитинча виявилося самкою, і після реабілітації випущена назад у дику природу в травні 2013 року. У 2015 році тигриця народила двох дитинчат в заповіднику Бастак, ставши першим реабілітованим амурським тигром, які народили в дикій природі.

### Корея
Північна Корея була покликана приєднатися до Росії і Китаю в порятунку Амурського тигра після того, як остання перепис показала, що тільки 562 особини живуть в дикій природі. За словами директора амурського відділення WWF, аналіз супутникових знімків Північної Кореї показав, що в північній частині країни є відповідні умови для випуску амурських тигрів. Це підтверджується тим фактом, що тигриця з двома дитинчатами одного разу перетнула кордон між Росією і Північною Кореєю.